# Sol Furth
Sol Furth (eigentlich Solomon Happy Furth; * 23. März 1907 in Fort Lauderdale; † 18. Oktober 1990 ebd.) war ein US-amerikanischer Dreispringer.
Bei den Olympischen Spielen 1932 in Los Angeles wurde er Sechster mit seiner persönlichen Bestleistung von 14,88 m.